# Županja
Županja je grad u zapadnom Srijemu. Godine 2011. grad je imao 12 090 stanovnika, što ga je činilo trećim najnaseljenijim gradom u županiji. Do 2021. godine broj stanovnika pao je na 9153.

## Zemljopisni položaj
Grad Županja nalazi se na istoku Hrvatske, u Vukovarsko-srijemskoj županiji. Županja se na 88,94 kvadratna kilometra prostire pored rijeke Save i sjedište je županjske Posavine kao mikroregije. 
Nalazi se na 80 m nadmorske visine. Zemljopisne koordinate: 45°07' N i 18°70' E
Županja je čvorište glavnih cestovnih prometnih pravaca u smjeru zapad-istok i sjever-jug. Pored Županje s jedne strane prolazi autocesta (A3) koja povezuje Europu i Bliski Istok, a s druge strane nalazi se cestovni most koji je ujedno i međunarodni granični prijelaz prema BiH.
Županji najbliži susjedni gradovi su na sjeveru, Vinkovci, na zapadu, Slavonski Brod u Hrvatskoj i Orašje s južne te Brčko s jugoistočne strane u BiH.
| Gradište     | Gradište        | Otok (Vukovarsko-srijemska županija)     |
| Štitar       | Susjedne općine | Bošnjaci (Vukovarsko-srijemska županija) |
| Donja Mahala | Orašje          | Bošnjaci (Vukovarsko-srijemska županija) |

## Administracija i politika
Gradsku upravu Županje čine gradonačelnik, gradsko vijeće te tri mjesna odbora. Gradonačelnik Grada Županje je Damir Juzbašić. Gradsko vijeće Grada Županje broji 17 članova.
Gradsku službu tvore Upravni odjel za komunalno gospodarstvo, prostorno uređenje i geodetske poslove i Upravni odjel za financije. Svi doneseni pravni akti i odluke obvezno se objavljuju u Službenom vjesniku: službenom glasilu grada Županje.
Političke stranke zastupljene u Gradskom vijeću 2020. godine bile su:
- Hrvatska demokratska zajednica – HDZ s 9 vijećnika;
- Socijaldemokratska partija – SDP s dvoje vijećnika;
- Hrvatska seljačka stranka – HSS s jednim vijećnikom;
- Kandidacijska lista grupe birača čiji je nositelj Željko Džoić Roka s petero vijećnika.

## Povijest
U pisanim izvorima Županja se prvi put spominje na tzv. Lazarusovoj Velikoj karti Ugarske iz 1528. godine i to kao Zapana blacio (Županje Blato). Samo formiranje naselja događa se u drugoj polovici XV. stoljeća, kada suseljavanjem sela na zapadnom dijelu velikog posjeda Selna nastaje Županje Blato koje administrativno pripada Vukovskoj župi čije je sjedište Vukovo (današnji Vukovar).
Za vrijeme Osmanlija Županja će upravno potpasti pod nahiju u Ivankovu koja je sastavni dio Iločkog sandžaka. Osmanska vladavina trajala je od 1536. do 1687. godine.
Po oslobođenju od Turaka Županja ulazi u sastav Austro-ugarske monarhije i to kao dio uspostavljene Slavonske vojne granice čije je zapovjedništvo generalat u Osijeku. Županja od 1747. godine postaje sjedište XI. satnije (kumpanije) VII. brodske pješačke pukovnije (regimente). Uz Županju satniji još pripadaju i sela Bošnjaci i Štitar. Granica se 1881. godine definitivno ukida, a Županja postaje središte kotara koji obuhvaća sva mjesta od Strošinaca i Račinovaca na istoku do Babine Grede na zapadu kotara. Od 1884. do 1932. godine u Županji radi Tvornica tanina uz koju Županja mijenja izgled i postupno dobiva urbani karakter.
Županja ostaje sjedište kotara i u Kraljevini Jugoslaviji i u socijalističkoj Jugoslaviji do 1955. godine kada nakratko biva pripojena vinkovačkom kotaru. Od 1962. do 1991. godine Županja je ponovno središte općine koja ima cca 50.000 stanovnika.
U Domovinskom ratu Županja daje svoj obol obrani Hrvatske osnivanjem i djelovanjem 131. brigade Hrvatske vojske od 25. listopada 1991. godine. Županjci su kasnije sudjelujući u brojnim postrojbama HV-a i MUP-a dali svoj doprinos na svim bojištima do kraja rata u Hrvatskoj. Za Županju se također vezuje najduži period trajanja uzbune opće opasnosti zabilježen u Hrvatskoj od 1261 dana (od 29. travnja 1992. – 12. listopada 1995. godine) za vrijeme kojeg je na Županju iz prekosavskih četničkih uporišta u BiH bačeno više desetaka tisuća različitih ubojitih projektila.
Zakonom o lokalnoj samoupravi i upravi Županja 1992. godine dobiva status grada u koji kao prigradsko naselje ulazi mjesto Štitar (odlukom Sabora RH od 2006. godine Štitar postaje samostalna općina).

## Ekonomija
Industrijsko gospodarstvo Županje danas čine Tvornica šećera »Sladorana«, Tvornica poljoprivrednih strojeva Same Deutz-Fahr, Drvoprerađivačka industrija (u sastavu TVIN Virovitica), Tvornica stočne hrane »Fooder«, Industrija za preradu i promet žitarica »Slavonija Nova«, Mljekarska industrija (u sastavu Vindija, Varaždin).
Trgovački lanac Patričar je među 400 najvećih gospodarskih subjekata u Hrvatskoj 2015. godine.

## Demografija
Danas u Županji živi 12.090 stanovnika, od kojih 6.191 ženskog i 5.899 muškog spola.
Prema nacionalnoj strukturi sastav gradskog stanovništva je sljedeći:
| Nacionalnost | (u %)   |
| ------------ | ------- |
| Hrvati       | 96,72 % |
| Srbi         | 0,85 %  |
| Bošnjaci     | 0,65 %  |
| Albanci      | 0,37 %  |
| Mađari       | 0,11 %  |
| Ostali       | 1,30 %  |

| broj stanovnika | 3831  | 4337  | 4280  | 5161  | 5347  | 5019  | 4747  | 5103  | 6537  | 7391  | 9339  | 11476 | 12679 | 14435 | 16383 | 12090 | 9153  |
|                 | 1857. | 1869. | 1880. | 1890. | 1900. | 1910. | 1921. | 1931. | 1948. | 1953. | 1961. | 1971. | 1981. | 1991. | 2001. | 2011. | 2021. |

## Šport i kultura
- Teniski klub "Županja 1881"
- Rukometni klub Županja
- Košarkaški klub Županja
- ITF Tae kwon do klub TIGAR Županja
- Moto klub Županja
- NK Graničar Županja
- NK Sladorana Županja
- NK Županja 77
- Šahovski klub Sladorana
- Kajak Kanu Klub "Sava" Županja
- Aikido Društvo "Županja"

Zimski malonogometni turnir 'Županja'  održava se od 1986.

### Kulturno umjetnička društva
- Kristal Sladorana
- Tomislav
- Igrišće
- Multikulturni centar Županja
- Gradsko amatersko kazalište, GAK Županja

## Obrazovanje

### Osnovne škole
- Osnovna škola Ivana Kozarca
- Osnovna škola Mate Lovraka
- Osnovna glazbena škola Srećka Albinija

### Srednje škole
- Gimnazija
- Obrtničko-industrijska škola
- Tehnička škola

## Znamenitosti
- Manifestacija »Šokačko sijelo«
- Zavičajni muzej »Stjepan Gruber« – jedini sačuvani graničarski čardak iz razdoblja Slavonske vojne granice
- Prvo igranje nogometa i tenisa u Hrvatskoj (i na prostoru jugoistočne Europe) i u čast tim događajima postavljeni jedinstveni spomenici u gradu

## Poznate osobe
- Pero Galić, hrvatski pjevač i osnivač benda Opća opasnost
- Srećko Albini, hrvatski skladatelj i dirigent.
- Indira Levak, hrvatska pjevačica
- Suzana Nikolić, hrvatska glumica
- Željko Pahek, autor stripova
- Branka Trlin, hrvatska glumica

## Vanjske poveznice
- Službene stranice Županje
- Vijesti iz Županje
- Turistička zajednica grada Županje
- Multikulturni centar grada Županje (MKC)  Arhivirana inačica izvorne stranice od 5. kolovoza 2006. (Wayback Machine)
- SAWA Open Air Festival, Županja

|  | Portal Hrvatske: pristup člancima s tematikom o Hrvatskoj |